# Rainer Rühle
Rainer Rühle (* 10. Juni 1956; † 7. Mai 1981 in Eynatten (Belgien)) war ein deutscher Fußballspieler.
Er begann seine aktive Karriere bei den Amateuren des VfB Stuttgart und spielte in dieser Zeit fünf Mal für die deutsche Nationalmannschaft der Amateure. In der Saison 1978/79 kam er als Amateurspieler erstmals in der Lizenzspielermannschaft des Vereins zum Einsatz. Sein erstes Bundesligaspiel bestritt Rühle am 2. September 1978, als er beim 1:0-Heimsieg gegen den Hamburger SV in der 83. Minute für Hansi Müller eingewechselt wurde. In der restlichen Saison spielte er drei weitere Male im Bundesligateam und bekam für die Folgesaison einen Profivertrag bei den Schwaben. Nachdem er sich bei Trainer Lothar Buchmann nicht durchsetzen konnte und lediglich sechs weitere Bundesliga- und zwei UEFA-Pokalpartien bestritt, wechselte der Abwehrspieler zur Saison 1980/81 zu Alemannia Aachen. Dort wurde er Stammspieler und spielte 38 Mal in der 2. Bundesliga Nord. Das letzte Mal stand er am 5. Mai 1981 gegen Göttingen 05 auf dem Platz. Zwei Tage später tötete er sich selbst.